# Pezizella albula
Pezizella albula är en lavart som först beskrevs av William Phillips, och fick sitt nu gällande namn av Pier Andrea Saccardo 1889. Pezizella albula ingår i släktet Pezizella och familjen Hyaloscyphaceae.   Inga underarter finns listade i Catalogue of Life.